# Eupithecia vancouverata
Eupithecia vancouverata là một loài bướm đêm trong họ Geometridae.